# Lucas Ghi
Lucas Hernán Ghi (Morón, 11 de abril de 1980) es un político argentino, intendente del Partido de Morón desde el 10 de diciembre de 2019, cargo que ya había ocupado, primero de manera interina entre el 1 de mayo y el 30 de junio de 2009, y luego desde diciembre de ese año hasta diciembre de 2015.
Con anterioridad, Ghi fue elegido como primer concejal en las elecciones generales del 28 de octubre de 2007, por Nuevo Morón. Anteriormente fue Consejero Escolar por el Partido de Morón.

## Biografía
Vecino de la ciudad de El Palomar, estudió en el Colegio Emaús y es licenciado en Ciencia Política, egresado de la Facultad de Ciencias Sociales de la Universidad de Buenos Aires, y periodista egresado de TEA. En sus inicios trabajó como productor radial de Oscar González Oro.[cita requerida]
Fue docente de la Escuela Media de Adultos 18. Allí junto a otros docentes, alumnos e instituciones de la zona promovió la instalación de una radio comunitaria que difundiera y atendiera las inquietudes de los vecinos de la zona. Es docente de la materia Problemáticas Socio Institucionales en el instituto superior de formación docente 30 "Leonardo Da Vinci".[cita requerida]

### Trayectoria política
A comienzos de 2025 se integró al Movimiento Derecho al Futuro junto a otros 40 intendentes de la Provincia de Buenos Aires. Fue secretario de la Juventud del partido Nuevo Morón y preside la Mesa de Conducción de la fuerza. Fue concejal y secretario de Bloque de Nuevo Morón en el Concejo Deliberante. En el ámbito comunal, estuvo al frente de la Unidad de Gestión Comunitaria 3 de El Palomar, donde desarrolló tareas de vinculación institucional entre el Municipio de Morón y los vecinos. 
También fue coordinador de Relaciones Internacionales y desde allí llevó a la esfera internacional las experiencias innovadoras de gestión pública del distrito. Además fue director de Compras y Contrataciones del Municipio de Morón y estuvo al frente de la Dirección Unidad Intendente. Se desempeñó como secretario de Gobierno de Morón y el 10 de diciembre de 2009 asumió como intendente municipal, tras suceder en el cargo a Martín Sabbatella.
El 12 de diciembre de 2011, tras ganar las elecciones con el 42 % de los votos por el partido Nuevo Encuentro, asumió el cargo de intendente en una sesión a cielo abierto del Concejo Deliberante que, frente a miles de vecinos, le tomó juramento en la plaza central de Morón en el marco de las actividades por el Día de la Democracia y los Derechos Humanos.
Durante su discurso de asunción 2011, el intendente Ghi destacó el compromiso “por no bajar los brazos nunca para sostener y profundizar la construcción de una Patria más justa, equitativa y solidaria. Seguiremos trabajando junto al Gobierno nacional en esa agenda que apunta a generar inclusión, preservar el empleo y fortalecer el mercado interno”.
En ese marco, Ghi anunció el comienzo de las obras para el traslado del Club Deportivo Morón y afirmó: “Hace dos años me comprometí a garantizar el trabajo para hacer realidad el traslado del Club Deportivo Morón. Es un honor poder contarles que este sueño, una de las obras emblemáticas de nuestro plan de desarrollo estratégico que lanzó Martín Sabbatella en 2005, comenzó a hacerse realidad”. 
Ante una plaza colmada de vecinos, el intendente Ghi destacó los avances de la obra de refuncionalización del Hospital Municipal que tiene un plazo de ejecución aproximado de cuatro años: “Me enorgullece contarles que sin alterar su funcionamiento, desde hace un año se está reconstruyendo a nuevo el hospital municipal que atiende más de 230 mil consultas”, mencionó.
Ghi también destacó su propósito de “continuar con el plan de asfaltos en todos los barrios por un Morón sin calles de tierra; continuar con las obras hidráulicas; seguir con el tendido de las redes cloacales y el agua corriente hasta cubrir todo el distrito; seguir transformando lugares degradados en plazas y nuevos espacios públicos para la comunidad y a seguir potenciando la productividad y el comercio”.
Resaltó una obra fundamental como es el soterramiento del Ferrocarril Sarmiento -cuyo obrador ya está en funcionamiento en Haedo- sobre la cual el gobierno nacional comprometió sus esfuerzos para que comience durante los primeros meses de 2012.  
Además destacó el proyecto para la construcción del Parque Industrial Tecnológico Aeronáutico Morón (PITAM), la nueva Reserva Natural Urbana municipal, y el parque recreativo de 70 hectáreas que se realizará en la Base Aérea en el marco de un proyecto de reconversión urbana del predio.

#### Regreso a la intendencia (2019-presente)
Ghi fue candidato a la intendencia por el Frente de Todos y se impuso en las elecciones de 2019 con el 46,56 % de los votos sobre el 43,36 % del intendente Ramiro Tagliaferro.
Firmó el traspaso de mando con Tagliaferro el 9 de diciembre de 2019, y juró el cargo el 11 de diciembre. Días después presentó su gabinete, en el que hay paridad de género. La presidencia del Concejo Deliberante para este nuevo periodo quedó para el peronismo.
En 2023, logró la reelección como Intendente de Morón con la coalición Unión por la Patria, obtuvo el 43,85% de los votos ganándole al candidato de Juntos por el Cambio Leandro Ugartemendia (31,42%).